# Valentin Glușko
Valentin Petrovici Glușko (în rusă Валентин Петрович Глушко, în ucraineană Валентин Петрович Глушко, transliterat: Valentîn Petrovîci Hlușko; n. 20 august/2 septembrie 1908, Odessa, Imperiul Rus – d. 10 ianuarie 1989, Moscova, RSFS Rusă, URSS) a fost un inginer sovietic manager al programului spațial sovietic din 1974 până în 1989.
Glușko a fost unul dintre principalii proiectanți de motoare de rachetă în programul sovietic în perioada de apogeu a cursei spațiale dintre Statele Unite și Uniunea Sovietică și a fost susținătorul ciberneticii în cadrul programului spațial.

## Biografie
Valentin Glușko s-a născut pe 21 august/2 septembrie 1908 la Odesa, dintr-un tată cazac ucrainean și o mamă țărancă rusă.
La vârsta de paisprezece ani a devenit interesat de aeronautică după ce a citit romanele lui Jules Verne. Se știe că i-a scris o scrisoare lui Konstantin Țiolkovski în 1923. A studiat la o școală profesională din Odesa, la profilul de montator tablă. După absolvire, a făcut ucenicie la o fabrică de montaje hidraulice unde a fost mai întâi instruit ca montator, apoi a trecut pe postul strungar.
În timpul petrecut la Odesa, Glușko a efectuat experimente cu explozibilii recuperați din obuzele de artilerie neexplodate lăsate în urmă de Gărzile Albe în timpul retragerii lor. Între 1924 și 1925 a scris articole despre explorarea Lunii, precum și despre utilizarea motoarelor propuse de Țiolkovski pentru zborurile spațiale.
A urmat Universitatea de Stat din Leningrad, unde a studiat fizica și matematica, dar a constatat că materiile studiate nu erau pe placul său astfel că a renunțat la studiile universitare fără să le fi absolvit, în aprilie 1929. Între 1929 și 1930 a efectuat cercetări în domeniul rachetelor la Laboratorul de Dinamica Gazelor (GDL), unde a fost înființată o nouă secție de cercetare pentru studiul motoarelor cu combustibil lichid și electrice. A devenit membru al Institutului de Cercetări Științifice Reactive, fondat la Moscova în 1931, când GDL a fuzionat cu Grupul pentru Studiul Mișcării Reactive (GIRD).
Pe 23 martie 1938 a fost prins în Marea Epurare a lui Iosif Stalin, arestat de NKVD, plasat în închisoarea Butyrka, iar pe 15 august 1939 a fost condamnat la opt ani de închisoare. În timpul detenției, Glușko a fost pus să lucreze la diverse proiecte aeronautice împreună cu alți oameni de știință arestați. În 1941 a fost numit la conducerea unui birou de proiectare pentru motoare de rachetă cu combustibil lichid. A fost eliberat și reabilitat în 1944, an în care, împreună cu Serghei Koroliov a proiectat motorul de rachetă auxiliar RD-1 kHz, pentru a proteja capitala de atacurile Luftwaffe de la mare altitudine, motor testat pe un avion La-7R cu aterizare rapidă.
La sfârșitul celui de-Al Doilea Război Mondial, Glușko a fost trimis în Germania și Europa de Est pentru a studia programul german de rachete. Ca parte a acestui proces, în calitate de colonel, Glușko a participat la lansarea Operațiunii Backfire. În 1946, a devenit șef al Biroului de Proiectare Experimentală OKB 456, rămânând în această poziție până în 1974. Acest birou a jucat un rol important în dezvoltarea motoarelor de rachetă în Uniunea Sovietică.
Biroul coordonat de el, OKB 456 (denumit mai târziu NPO Energomash) a proiectat motorul RD-101 cu o putere de 35 de tone metrice (340 kN) utilizat în rachetele balistice R-2, motorul RD-110 cu o putere de 120 de tone (1.180 kN), utilizat în R-3 și în motorul RD-103 cu o putere de 44 de tone (430 kN), utilizat în R-5 Pobeda (SS-3 Shyster, rachetă balistică de nivel mediu). R-7 („Semiorka”/Șeptarul), include patru motoare RD-107 proiectate de Glușko și un motor RD-108. În 1954, a început să proiecteze motoare pentru racheta balistică R-12 Dvina (SS-4 Sandal), care fusese proiectată de Mihail Yangel. De asemenea, a devenit responsabil pentru furnizarea de motoare de rachetă pentru Serghei Koroliov, proiectantul rachetei balistice intercontinentale R-9 Desna (SS-8 Sasin). Printre proiectele sale s-a numărat puternicul motor cu combustibil lichid RD-170.
În 1974, în urma celor șase aselenizări americane reușite, premierul Leonid Brejnev a decis să anuleze programul sovietic de a trimite un om pe Lună. El a consolidat programul spațial sovietic, mutând OKB-1 condus de Vasili Mișin (fostul birou de proiectare al lui Koroliov), precum și alte birouri, într-un singur birou condus de Glușko, numit ulterior NPO Energia. Prima acțiune a lui Glușko, după ce l-a concediat pe Mișin, a fost anularea proiectului rachetei N-1, un program pe care îl criticase de mult timp, în ciuda faptului că unul dintre motivele dificultăților sale era propriul său refuz de a proiecta motoarele de mare putere de care avea nevoie Koroliov din cauza fricțiunilor dintre cei doi oameni și a unui dezacord aparent cu privire la utilizarea combustibilului criogenic sau hipergolic.

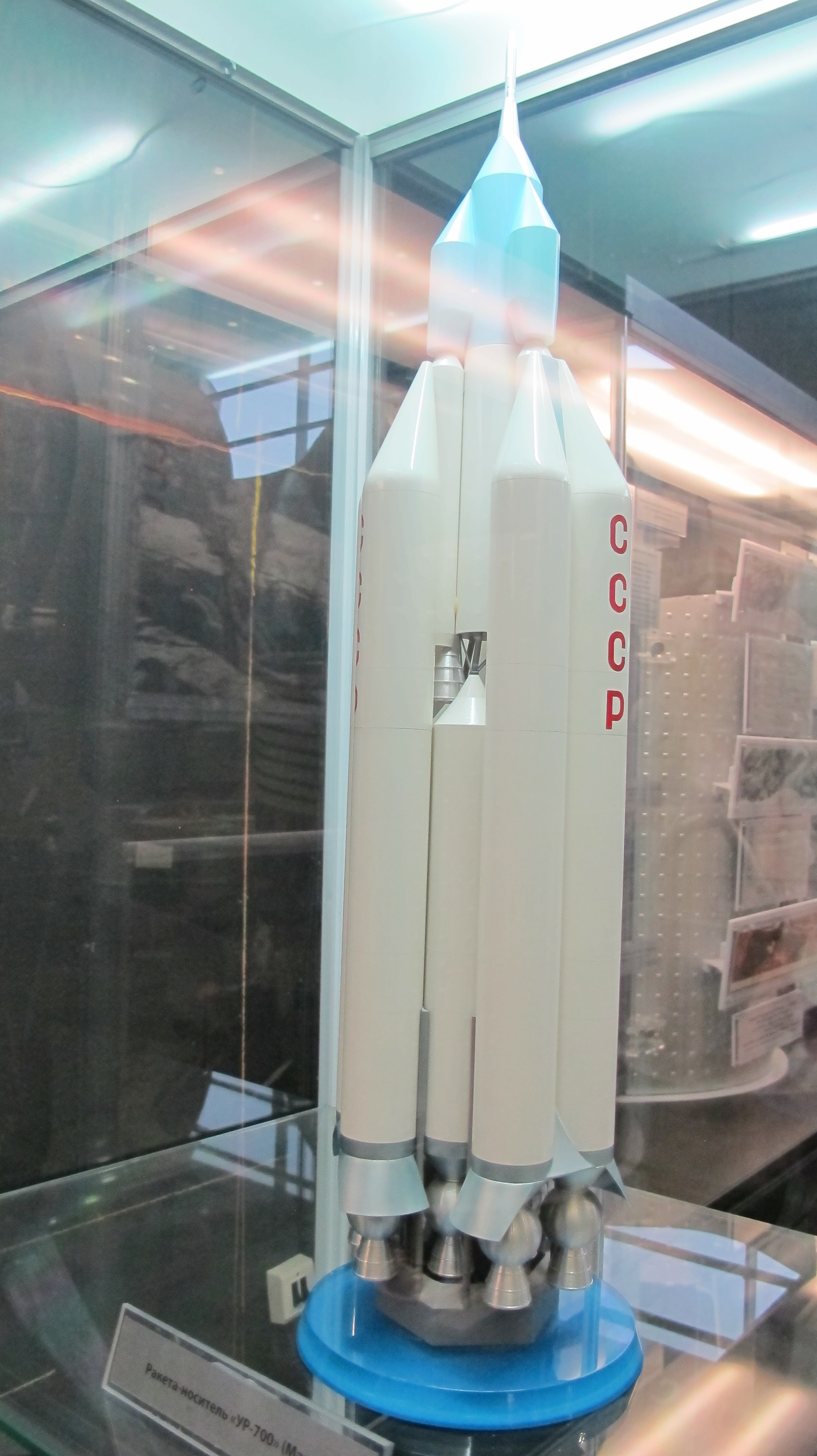
UR-700

În 1965, după ce racheta UR-500 a început să zboare, Biroul Chelomei a oferit ca o contrapropunere pentru racheta N-1 a lui Korolev, UR-700, o rachetă din clasa Saturn V cu nouă motoare de dimensiunea F-1, alimentată cu tetroxid de dinazot și UDMH. Koroliov a fost un adversar declarat al propulsorilor hipergolici din cauza toxicității lor, invocând adesea catastrofa Nedelin din 1960 ca dovadă a pericolului reprezentat de aceștia și, de asemenea, se opusese UR-500 din același motiv.
Între timp, Glușko a susținut modelul UR-700 al lui Vladimir Chelomei, precum și un UR-900 și mai puternic, cu treaptă superioară alimentată cu energie nucleară. Când Korolev a continuat să protesteze cu privire la riscul de siguranță reprezentat de propulsorii hipergolici, Glușko a contraargumentat că SUA lansa nava spațială Gemini cu echipaj uman pe o rachetă Titan II cu propulsori foarte similari și că nu reprezenta o problemă de siguranță pentru ei. De asemenea, el a susținut că N-1 nu era o soluție fezabilă, deoarece nu puteau dezvolta motoare RP-1 / LOX la scara lui Saturn F-1. Când Korolev a sugerat dezvoltarea unui motor cu hidrogen lichid pentru N-1, Glușko a susținut că LH2 era complet impracticabil ca și combustibil pentru rachete.
Glușko a spus că UR-700 ar putea permite o traiectorie de ascensiune directă către Lună, pe care o considera mai sigură și mai fiabilă decât abordarea de întâlnire și andocare utilizată de programul Apollo și de propunerile N-1 ale lui Korolev. De asemenea, el a imaginat modelele UR-700 și UR-900 în tot felul de aplicații, de la baze lunare la misiuni cu echipaj uman pe Marte, la sonde pe planete exterioare și stații de luptă pe orbită.
Când Korolev a murit în ianuarie 1966, adjunctul său, Vasily Mișin, a preluat biroul de proiectare OKB-1, reușind să determine Kremlinul să încheie proiectul UR-700/900 și motorul RD-270 pe care Glușko îl plănuise pentru familia de vehicule de lansare. Principalele sale argumente au fost riscul enorm de siguranță reprezentat de eșecul lansării UR-700 la joasă altitudine și risipa de bani prin dezvoltarea simultană a două familii de vehicule de lansare grele (HLV).
După eșecul complet al misiunilor lunare sovietice cu echipaj uman, al misiunilor fără echipaj uman pe Marte și după moartea a patru cosmonauți, Mișin a fost demis în 1973, iar Kremlinul a decis să consolideze întregul program spațial sovietic într-o singură organizație condusă de Glușko.
Una dintre primele acțiuni ale lui Glușko a fost suspendarea programului N-1, care, însă, nu a fost încheiat oficial decât în 1976. Apoi a început să lucreze la un HLV complet nou. În această perioadă, SUA dezvoltau naveta spațială.
Glușko a decis că noul HLV, naveta Energia, va folosi motoare alimentate în întregime cu combustibil lichid, cu o treaptă centrală LH2 care va înlocui motoarele principale ale navetei, iar boostere-ele cu combustibil solid ale navetei vor fi dotate cu boostere lichide care vor folosi motoare LOX/RP-1 RD-170.
În timp ce motorul RD-120 a fost dezvoltat rapid și cu puține dificultăți pentru naveta Energia, RD-170 s-a dovedit a fi mai greu de realizat. Glușko a decis să folosească un motor cu patru camere de ardere alimentate de la o singură conductă de alimentare cu propulsor. Boostere-ele RD-170 cu bandă de susținere, proiectate pentru Energia, au devenit baza familiei de boostere Zenit, care a început să zboare în 1985. Întrucât naveta spațială Buran nu era pregătită pentru operațiuni, în zborul inaugural din mai 1987, navetei Energia a transportat un modul prototip al stației spațiale numit Polyus. Naveta Buran a zburat în vara următoare, cu câteva luni înainte de moartea lui Glușko.
Deși Energia și Buran nu au mai fost finanțate după prăbușirea URSS, motoarele RD-170 și derivatele lor au fost folosite în continuare, iar experiența cu motoarele LH2 dobândită în timpul proiectului Energia a fost folosită mai târziu pentru proiecte ulterioare, superioare, precum Briz.
Echipa lui Glușko se afla în subordinea Ministerulului sovietic al Construcțiilor Generale de Mașini, condus de ministrul Serghei Afanasiev. Înainte de moartea sa, l-a numit pe Boris Gubanov succesorul său.
Glușko a murit pe 10 ianuarie 1989. Necrologul său a fost semnat de mai mulți lideri ai Partidului Comunist al Uniunii Sovietice, inclusiv de Mihail Gorbaciov. A fost înmormântat în cimitirul Novodevici din Moscova.
Cel mai semnificativ eșec ingineresc al său, așa cum a remarcat șeful diviziei, Iuri Demianko, a fost insistența sa că hidrogenul nu era potrivit pentru utilizarea drept combustibil pentru rachete. Prin urmare, programul spațial sovietic încă discuta despre utilizarea motoarelor alimentate cu hidrogen, în timp ce americanii asamblau lansatorul Saturn V. De asemenea, biroul de proiectare al lui Glușko a eșuat în mod constant în construirea unui motor de rachetă alimentat cu LOX/kerosen cu o cameră de ardere mare care să rivalizeze cu motorul american F-1 folosit pe Saturn V ; în schimb, soluția sa a fost RD-270, un motor cu o singură cameră de ardere mare, alimentat cu propulsor hipergolic, care avea aproape aceeași forță de tracțiune și un impuls specific mai bun în comparație cu motorul F-1. În plus, RD-270 a folosit conceptul foarte avansat de combustie cu ciclu închis, cu flux complet, în etape, în locul designului simplu al generatorului de gaz cu ciclu deschis utilizat de motorul rachetă F-1. Acesta a fost unul dintre principalele motive ale eșecului modelului N-1, care a fost forțat să se bazeze pe o multitudine de motoare mai mici pentru propulsie, deoarece Sergei Korolev, proiectantul său șef, a insistat asupra utilizării combinației LOX/kerosen, a cărei proiectare, în opinia lui Glușko, ar necesita mult mai mult timp și bani. Glusșko nu a reușit niciodată să depășească problemele de instabilitate a combustiei motoarelor de rachetă mari care utilizează propulsor cu kerosen; soluția sa finală pentru acest lucru se observă la RD-170, care constă practic în patru ansambluri mai mici de cameră de ardere/duză care au sisteme comune de alimentare cu combustibil. Această soluție și acest motor le-au oferit sovieticilor puterea mare de propulsie necesară pentru a construi vehiculul de lansare super-greu Energia și este probabil cel mai bun exemplu al abilităților tehnice ale lui Glușko atunci când era la apogeul său.

## Lucrări
- Glușko, V.P. și Langemak G.E., Rockets, Their Construction and Application (Rachetele, construcția și aplicațiile lor), 1935
- Glușko, V.P. Motoare de rachetă GDL-OKB, Editura Novosti, Moscova, 1975
- Glușko V.P. Dezvoltarea tehnologiei aerospațiale în URSS, Editura Novosti Press, Moscova, 1973

## Onoruri și premii

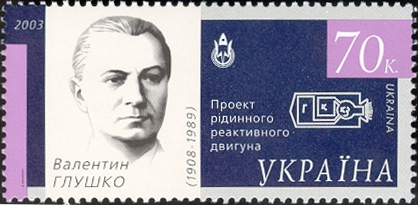
Timbrul Ucrainei, 2003

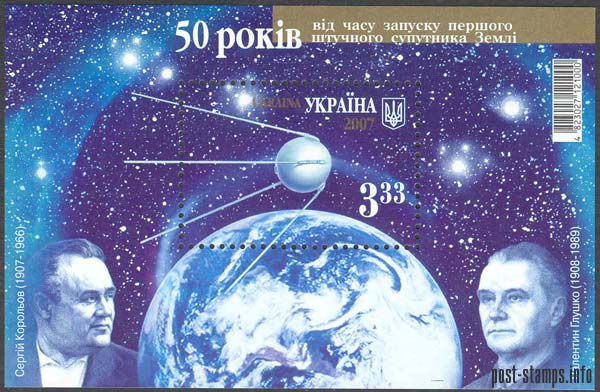
Valentin Glușko și Sergei Korolev pe un timbru ucrainean din 2007

- Erou al Muncii Socialiste, de două ori (1956, 1961)
- Ordinul lui Lenin, de cinci ori (1956, 1958, 1961, 1968, 1978)
- Ordinul Revoluției din Octombrie (1971)
- Ordinul Drapelului Roșu al Muncii (1945)
- Medalia Jubiliară „Pentru Muncă Curajoasă. Pentru a comemora centenarul nașterii lui Vladimir Ilici Lenin” (1970)
- Medalia Jubiliară „Treizeci de ani de victorie în Marele Război Patriotic 1941-1945” (1975)
- Medalia Jubiliară „Patruzeci de ani de victorie în Marele Război Patriotic 1941-1945” (1985)
- Medalia „Pentru muncă vitejească în Marele Război Patriotic 1941-1945” (1945)
- Medalia „Veteran al Muncii” (1984)
- Medalia „În comemorarea celei de-a 800-a aniversări a Moscovei” (1948)
- Premiul Lenin (1957)
- Premiul de Stat al URSS (1967, 1984)
- Medalie de aur. Academia de Științe Țiolkovski a URSS (1958)
- Diploma Paul Tissandier (FAI) (1967)
- Cetățean de onoare al orașului Koroliov
- Cetățean de onoare al orașului Baikonur, 1983[8]
- Asteroidul numărul 6357, descoperit în 1976, a fost numit în onoarea lui Glușko de Nikolai Stepanovici Chernykh
- Craterul Glușko de pe Lună este numit după el
- O stradă din capitala Ucrainei, Kiev, poartă numele lui Glușko